# Sainte-Honorine-des-Pertes
Sainte-Honorine-des-Pertes er en kommune i departementet Calvados i regionen Basse-Normandie i det nordlige Frankrig.